# Darwinulocopina
Darwinulocopina is een onderorde van kreeftachtigen uit de klasse van de Ostracoda (mosselkreeftjes).

## Superfamilie
- Darwinuloidea Brady & Norman, 1889